# Кайдельхайм
Кайдельхайм (нем. Keidelheim) — община в Германии, в земле Рейнланд-Пфальц. 
Входит в состав района Рейн-Хунсрюк. Подчиняется управлению Зиммерн.  Население составляет 321 человек (на 31 декабря 2010 года). Официальный код  —  07 1 40 065.